# Холандска болест
В икономиката „холандската болест“ е непреднамерено следствие, причинено от нарастването на икономическото развитие на конкретен сектор (например добива на природни ресурси) за сметка на други сектори (например производството и селското стопанство). Предполагаемият механизъм на явлението обяснява, че тъй като приходите от нарастващия сектор се увеличават, дадената национална валута става по-силна (поскъпва) в сравнение с валути на други държави. В резултат на това другите износни стоки на страната стават по-скъпи за други страни, а вносът става по-евтин, което прави тези сектори по-неконкурентоспособни.
Макар и да се свързва най-често с откриване на залежи от природни ресурси, явлението може да се отнася за „всеки растеж, водещ до по-голям приток на чуждестранна валута, включително и рязко увеличение на цените на природните ресурси, чуждестранната помощ и преките чуждестранни инвестиции“.
Терминът е въведен от сп. Икономист през 1977 г. с цел да опише спада в производствения сектор в Нидерландия след откриването на голямото газово находище в Грьонинген през 1959 г.

## Модел
Класическият икономически модел, описващ холандската болест, е разработен от икономистите У. Макс Корден и Дж. Питър Ниъри през 1982 година. В модела има нетъргуем сектор (който включва услуги) и два търгуеми сектора: разрастващ се (бурен) и изоставащ търгуем сектор. Бурно развиваща се индустрия обикновено е добивът на природни ресурси като нефт, газ, злато, мед, диаманти или руда или отглеждане на култури като кафе или какао. Изоставащата индустрия обикновено е производство или земеделие.